# Ridgeback tailandés
El ridgeback tailandés (en inglés: Thai Ridgeback, en tailandés: ไทยหลังอาน) es una raza de perro originaria de Tailandia. Se trata de una de las tres razas que tiene una cresta de pelo que se extiende a lo largo de la espalda en la dirección opuesta al resto del pelaje; los otros dos son el perro crestado rodesiano y el Phu Quoc Ridgeback.[cita requerida]

## Historia
Se trata de una de las razas más antiguas que existen en la actualidad. Además, se mantiene tal y como fue hace unos 3000 años, gracias al aislamiento que sufrió Tailandia. Proviene exactamente de la parte este de este país donde fue utilizado como perro guardián, defensor de carretas contra los bandidos y como complemento para la caza de jabalíes y víboras.[cita requerida] Se cree que es precursor de muchas de las actuales razas asiáticas que comparten algunas características con él, como son el perro Chongqing, el shar pei o el chow chow. Actualmente, está gozando de una mayor difusión como mascota.[cita requerida]

## Descripción
Se trata de un perro relativamente grande: los machos miden alrededor de 58 cm (centímetros) y pesan unos 29 o 30 kg (kilogramos); en cambio, las hembras son más livianas y pequeñas, con una altura que ronda los 54 cm y un peso de entre 21 y 25 kg. La cabeza es estrecha y algo redondeada en la parte superior, stop fronto-nasal claramente apreciable y hocico alargado. La mayoría de ejemplares de esta raza presentan unas características arrugas alrededor de la máscara y por la parte anterior de las orejas, que son de implantación alta, puntiagudas, erectas y ligeramente inclinadas hacia delante. Cuello musculoso que desemboca en un pecho orondo y robusto. Miembros posteriores fuertes y siempre llevados inclinados respecto al tronco del animal. Miembros anteriores largos y robustos. Cola gruesa en la base que se va afinando conforme llega al final, está ligeramente arqueada y es llevada erecta por el perro. En cuanto al manto, que es suave y aterciopelado, presenta una variedad cromática extensa, puede haber ejemplares rojizos, negros sólidos, azulados, violines, y plateados. Cuerpo largo y alto con la grupa tenuemente convexa, lomo y cruz también con las características dobleces cutáneas, y su característica cresta en el lomo que le da su nombre, que está formada por pelos que crecen en dirección opuesta al resto del pelaje.

## Temperamento
Los ridgebacks tailandeses son una raza inteligente. El nivel de energía suele ser de medio a alto, pasando la mayor parte del día descansando y los períodos de actividad ocurren en ráfagas esporádicas. Los ridgebacks tailandeses bien criados y socializados adecuadamente son mascotas familiares leales y cariñosas.[cita requerida] Son naturalmente protectores de su hogar y su familia y pueden ser agresivos o tímidos cuando no se los socializa adecuadamente. Es mejor que los mantengan propietarios constantes que tengan un conocimiento profundo del comportamiento de los perros.[cita requerida] Debido al aislamiento geográfico previo y a la falta de contacto humano, el ridgeback tailandés sigue teniendo una mentalidad independiente y gran parte de sus instintos e impulsos naturales originales permanecen intactos, en particular el impulso de presa. Debido a su naturaleza, el Thai Ridgeback no se recomienda para el adiestrador de perros novato. Tienen una excelente capacidad de salto y pueden intentar deambular si no se los contiene adecuadamente.[cita requerida]

## Cuidados
Por las características de su pelaje no son requeridos grandes esfuerzos en su conservación, un cepillado semanal será más que suficiente. Punto clave es el de la actividad diaria que necesita este perro, como mínimo treinta minutos de ejercicio al aire libre, ya que de no ser así podría tornarse destructivo con el mobiliario de la casa.[cita requerida]

## Salud
Los ridgebacks tailandeses son una raza abundante y saludable en general con pocos problemas de salud inherentes. La raza se ha reproducido en Tailandia casi exclusivamente por selección natural hasta un pasado muy reciente. La población domesticada es pequeña. No se ha observado depresión endogámica en la raza. Los perros Thai Ridgeback son propensos al seno dermoide. Las líneas modernas del ridgeback tailandés, resultantes de cruces entre poblaciones, también pueden ser propensas a la displasia de cadera y otros trastornos genéticos.[cita requerida]